# سورو (بندرعباس)
 محله تاریخی سورو  واقع در غرب شهر بندرعباس مرکز استان هرمزگان در جنوب ایران است.
از این محله سکه‌های متعددی مربوط به دوران مختلف به ویژه دوران هخامنشی، ساسانی، صفویه و قاجاریه به دست آمده‌است که اکنون در موزه بندرعباس نگهداری می‌شود.
از سکه‌های مشکوفه چنین بر می‌آید که ملوک هرمز صاحب ضراب‌خانه بوده‌اند و به غیر از مسکوکات مس و نقره، مسکوکات طلا هم ضرب می‌کرده‌اند. در سال ۱۹۲۵، تعداد ۶۴ سکه طلا ضرب ملوک هرمز و جرون در قریه گودو کشف شده‌است.